# 小倉正男
小倉 正男（おぐら まさお）は、政治・経済ジャーナリスト、ライター。

## 経歴
早稲田大学第一法学部卒。東洋経済新報社で記者・編集者、企業情報部長、金融証券部長、編集局次長、名古屋支社長・中部経済倶楽部専務理事などを歴任。著書に『M＆A資本主義』『トヨタとイトーヨーカ堂』（共に東洋経済新報社刊）、『日本の「時短」革命』『倒れない経営―クライシス・マネジメントとは何か』『「第四次産業」の衝撃』（いずれもPHP研究所刊）など。2012年から「小倉正男の経済コラム」をウェブで連載中。
マネジメント事務所は青山shinofiice。

## 活動

### 著書
- 『 M&A（ジャングル）資本主義』東洋経済新報社刊[1]
- 『トヨタとイトーヨーカ堂』東洋経済新報社刊[1]
- 『日本の「時短」革命』PHP研究所刊[1]
- 『倒れない経営―クライシス・マネジメントとは何か』PHP研究所刊[1]
- 『「第四次産業」の衝撃』PHP研究所刊[1]
- 「イトーヨーカ堂グループの秘密」こうしょぼう

### 出演
- テレビ朝日「スーパーJチャンネル」[3]